# Werner Eilitz
Werner Eilitz (Lipsia, 29 agosto 1923 – Dessau, 30 novembre 1995) è stato un calciatore tedesco orientale dal 1990 tedesco, di ruolo difensore.